# Lythrypnus alphigena
Lythrypnus alphigena és una espècie de peix de la família dels gòbids i de l'ordre dels cipriniformes que es troba al Pacífic oriental central: Illa Cocos (Costa Rica).